# Apocalypse (album)
| Recensione              | Giudizio    |
| ----------------------- | ----------- |
| AllMusic                | [ 1 ]       |
| Robert Christgau        | C           |
| Sputnikmusic            | 3.5 (Great) |
| Progarchives            | [ 4 ]       |
| Dizionario del Pop-Rock | [ 5 ]       |

Apocalypse, realizzato nel giugno del 1974, è il quarto album della Mahavishnu Orchestra.
Registrato a Londra ed eseguito dalla seconda formazione della Mahavishnu Orchestra con la partecipazione della London Symphony Orchestra diretta da Michael Tilson Thomas.

## Tracce

### LP
Lato A
1. Power of Love – 4:36 (John McLaughlin)
2. Vision Is a Naked Sword – 14:16 (McLaughlin)
3. Smile of the Beyond – 7:56 (Mahalakshmi, McLaughlin)

Lato B
1. Wings of Karma – 6:12 (McLaughlin)
2. Hymn to Him – 19:23 (McLaughlin)

## Formazione
- John McLaughlin - chitarre, voce, composizioni
- Gayle Moran - tastiere, voce
- Jean-Luc Ponty - violino elettrico, violino baritono elettrico
- Ralphe Armstrong - contrabbasso, basso, voce
- Michael Walden - batteria, percussioni, voce

Musicisti aggiunti
- Michael Tilson Thomas - direttore d'orchestra, piano (nel brano: Vision Is a Naked Sword)
- Michael Gibbs - orchestrazione
- Marsha Westbrook - viola
- Carol Shive - violino, voce
- Philip Hirschi - violoncello, voce

Note aggiuntive
- George Martin - produttore
- Registrazioni effettuate nel marzo del 1974 al AIR Studios di Londra (Inghilterra)
- Geoffrey Emerick - ingegnere delle registrazioni
- The London Symphony Orchestra, Leader: Hugh Beau
- Ashok Chris Poisson - design album, illustrazione copertina album originale
- Pranavananda - foto copertina frontale album originale
- Tony Russell - foto retrocopertina album originale
- Ringraziamento speciale a: Lynn Volkman e Elliott Sears[7]